# Vnitrozemský stát

Rozložení vnitrozemských států ve světě (fialově zvýrazněny dvojnásobně vnitrozemské státy)

Vnitrozemský stát je takový stát, jehož území se nedotýká moře, tj. není přímořský. Zpravidla se za přímořské považují jen ty státy, které mají přímý přístup ke světovému oceánu; za vnitrozemské se tedy pokládají např. i státy kolem Kaspického moře (Ázerbájdžán, Kazachstán, Turkmenistán), pokud nemají přístup ke světovému oceánu jinde (Írán, Rusko).

## Charakteristika
Vnitrozemských států je na světě výrazná menšina, byť se jejich počet počátkem 90. let rozpadem některých států (zejména Sovětského svazu) významně zvětšil (o 12). V roce 2013 je ze 206 samostatných států (včetně neuznaných OSN) 48 vnitrozemských. Nejvíc (nesporných) jich je v Africe, vůbec se nevyskytují v Oceánii a Severní Americe.
Mezi vnitrozemské státy patří také Česko (a bylo jím vždy i Československo). Nejmladším vnitrozemským státem je Jižní Súdán vzniklý odtržením od Súdánu (2011), následuje Kosovo odtržené od Srbska (2008) a samotné Srbsko vzniklé po rozpadu státu Srbsko a Černá Hora (2006).
Minimální počet vnitrozemských států byl v historii zejména v koloniálním období na konci 19. století, mnoho jich vzniklo v Evropě po první světové válce a v Africe při dekolonizaci kolem roku 1960. 
Dalšími potenciálními vnitrozemskými státy jsou sporná či separatistická území Čečensko, Kašmír, Kurdistán, Azavad nebo Tibet.

## Výhody a nevýhody
Vnitrozemské státy jsou oproti přímořským znevýhodněny, protože nemohou provozovat námořní obchod a námořní dopravu, těžit z přímořské turistiky a jsou ochuzeny rovněž o mořské přírodní zdroje; tyto nevýhody však byly částečně omezeny mezinárodními smlouvami OSN o využití moří. Ke vnitrozemským zemím rovněž v historii obvykle později pronikal technologický i kulturní pokrok. S tím souvisí fakt, že vnitrozemským státem není žádná velmoc a jen zřídkakdy byla (např. Mongolská říše byla podstatou vnitrozemská).
Na druhé straně jsou vnitrozemské státy přirozeně chráněny proti útokům z moře a před řadou nebezpečí s mořem souvisejících (tsunami, úniky ropy z tankerů, zvyšování hladiny oceánu).

## Seznam vnitrozemských států
Současné vnitrozemské státy (kurzívou státy neuznané OSN):
| Evropa 15 (16) | Asie 12 (14) | Afrika 16 | Jižní Amerika 2      |
| - Andorra - Bělorusko - Česko - Kosovo - Lichtenštejnsko1 - Lucembursko - Maďarsko - Moldavsko - Podněstří - Rakousko - San Marino - Severní Makedonie - Slovensko - Srbsko - Švýcarsko - Vatikán | - Afghánistán - Arménie - Ázerbájdžán2 - Bhútán - Jižní Osetie - Kazachstán2 - Kyrgyzstán - Laos - Mongolsko - Nepál - Tádžikistán - Turkmenistán2 - Uzbekistán1 | - Botswana - Burkina Faso - Burundi - Čad - Etiopie - Jižní Súdán - Lesotho - Malawi - Mali - Niger - Rwanda - Středoafrická republika - Svazijsko - Uganda - Zambie - Zimbabwe | - Bolívie - Paraguay |

1: Státy sousedící pouze s vnitrozemskými státy.
2: Státy ležící na břehu Kaspického moře.

### Výskyt
Většina vnitrozemských států se vyskytuje ve shlucích (klastrech), menšina je izolovaná (tj. sousedí jen s přímořskými státy). Klastrů vnitrozemských států je ve světě 6:
- evropský (9 států: od západu na jihovýchod Švýcarsko, Lichtenštejnsko, Rakousko, Česko, Slovensko, Maďarsko, Srbsko, Kosovo, Severní Makedonie)
- asijský (6 států: Kazachstán, Uzbekistán, Turkmenistán, Afghánistán, Tádžikistán, Kyrgyzstán)
- zakavkazský (2 státy: Arménie, Ázerbájdžán) – dal by se také považovat za součást asijského, s nímž sousedí přes Kaspické moře
- severoafrický (10 států: od západu Mali, Burkina Faso, Niger, Čad, Středoafrická republika, Jižní Súdán, →Etiopie, →Uganda, Rwanda, Burundi) – tento klastr se značně rozšířil vznikem Jižního Súdánu, který jej propojil s Etiopií a původním východoafrickým klastrem
- jihoafrický (4 státy: Malawi, Zambie, Zimbabwe, Botswana) – je propojen se severoafrickým přes jezero Tanganika
- jihoamerický (2 státy: Bolívie, Paraguay)

Izolovanými vnitrozemskými státy jsou:
- v Evropě (6 států): Andorra, Bělorusko, Lucembursko, Moldavsko, San Marino, Vatikán
- v Asii (4): Bhútán, Laos, Mongolsko (téměř spojené s asijským klastrem), Nepál
- v Africe (2): Lesotho, Svazijsko

### Zvláštní případy
Největším vnitrozemským státem na světě je Kazachstán, nejlidnatějším Etiopie a nejmenším Vatikán. Kazachstán je zároveň jediným vnitrozemským státem, který leží na dvou kontinentech (podle některých definic hranice mezi Evropou a Asií). Vnitrozemským státem nejvzdálenějším od nejbližšího moře je Kyrgyzstán (přes 1500 km), nejblíže k moři je Moldavsko (jen 2 km, pokud budeme pokládat Dněsterský liman za součást moře, jinak 40 km), případně San Marino (10 km).
Zvláštní kategorií jsou vnitrozemské státy, které jsou obklopeny státy, jež jsou všechny rovněž vnitrozemské; takové státy (tzv. dvojnásobně vnitrozemské) v současnosti existují dva: Lichtenštejnsko a Uzbekistán.
Existuje sedm vnitrozemských států, které sousedí jen se dvěma státy: Andorra, Bhútán, Lichtenštejnsko, Moldavsko, Mongolsko, Nepál a Svazijsko.
Další kategorií jsou státy, které jsou úplně obklopeny územím jediného jiného státu – takové státy se nazývají enklávy (pokud takový stát sousedí jen s jedním státem, ale má přístup k moři, mluví se někdy o tzv. poloenklávě; v tomto případě samozřejmě nejde o vnitrozemský stát).
Enklávy (jako samostatné státy) existují v současnosti tři: Vatikán, San Marino a Lesotho.

## Vnitrozemské federativní celky
Většina federativních přímořských států obsahuje vnitrozemské samosprávné celky (státy, republiky, země), často i značně (stovky až tisíce kilometrů) vzdálené od moře. 
Jako vnitrozemské se mohou definovat jak na základě absence pobřeží, tak navíc ještě polohou uvnitř mateřského státu (bez hranice s jiným suverénním státem – tyto jsou níže označovány hvězdičkou *).

### Brazílie
Vnitrozemských je 9 ze 26 spolkových států Brazílie:
- Acre
- Amazonas
- Goiás*
- Mato Grosso
- Mato Grosso do Sul
- Minas Gerais*
- Rondônia
- Roraima
- Tocantins*

### Čína
4 z 5 čínských autonomních oblastí, 14 z 22 provincií a 2 ze 4 ústředně spravovaných měst jsou vnitrozemské. 
V oblasti Sin-ťiang (Ujgursko) se nachází i tzv. eurasijský pól nedostupnosti, tj. bod pevniny nejvzdálenější od pobřeží světového oceánu (2 645 km).
| autonomní oblasti                                                    | provincie                                                                               | provincie                                                               | přímo spravovaná města   |
| -------------------------------------------------------------------- | --------------------------------------------------------------------------------------- | ----------------------------------------------------------------------- | ------------------------ |
| - Ning-sia* - Sin-ťiang - tibetská exilová vláda - Vnitřní Mongolsko | - An-chuej* - Čching-chaj* - Che-nan* - Chej-lung-ťiang - Chu-nan* - Chu-pej* - Jün-nan | - Kan-su - Kuej-čou* - Sečuán* - Šan-si* - Šen-si* - Ťiang-si* - Ťi-lin | - Čchung-čching - Peking |

### Indie
4 z 8 indických teritorií a 19 z 28 indických států jsou vnitrozemské.

### Jihoafrická republika
Vnitrozemských je 5 z 9 provincií JAR:
- Gauteng*
- Limpopo
- Mpumalanga
- Severozápadní provincie
- Svobodný stát

Před správní reformou roku 1994 byly vnitrozemské Oranžsko a Transvaal.

### Kanada
2 státy Kanady jsou vnitrozemské (oba hraničí s USA):
- Alberta
- Saskatchewan

### Mexiko
12 z 31 spolkových států Mexika je vnitrozemských.

### Německo
Většina z německých spolkových zemí je vnitrozemských:
- Bádensko-Württembersko
- Bavorsko
- Berlín*
- Braniborsko
- Durynsko*
- Hesensko*
- Porýní-Falc
- Sársko
- Sasko
- Sasko-Anhaltsko*
- Severní Porýní-Vestfálsko

### Rusko
Naprostá většina autonomních republik Ruské federace (všechny kromě Karélie, Sachy (Jakutska) a sporného Krymu) je vnitrozemská a velká část i vnitrostátní.
| předkavkazský klastr                                                                                               | povolžský klastr                                                                | sibiřský klastr                                     | izolované            |
| --- | ------------------------------------------------------------------------------- | --------------------------------------------------- | -------------------- |
| - Čečensko - Dagestán1 - Ingušsko - Kabardsko-Balkarsko - Kalmycko*1 - Karačajsko-Čerkesko - Severní Osetie-Alanie | - Baškortostán* - Čuvašsko* - Marijsko* - Mordvinsko* - Tatarstán* - Udmurtsko* | - Altajská republika - Burjatsko - Chakasie* - Tuva | - Adygejsko* - Komi* |
| 1 – má přístup ke Kaspickému moři                                                                                  |                                                                                 |                                                     |                      |

### Spojené státy americké
27 z 50 států USA je vnitrozemských:
| pohraniční | vnitrostátní                                                                                                 | vnitrostátní                                                                                                 |
| --- | --- | --- |
| - Arizona - Idaho - Michigan1 - Minnesota1 - Montana - Nové Mexiko - Severní Dakota - Vermont                                  | - Arkansas - Colorado - Illinois1 - Indiana1 - Iowa - Jižní Dakota - Kansas - Kentucky - Missouri - Nebraska | - Nevada - Ohio1a - Oklahoma - Pensylvánie1a, 2 - Tennessee - Utah - Wisconsin1 - Wyoming - Západní Virginie |
| 1 – má přístup k Velkým jezerům (1a – a jen na nich má mezinárodní hranici) 2 – má de facto přístup k oceánu (estuár Delaware) | | |

### Španělsko
7 ze 17 autonomních společenství Španělska je vnitrozemských:
- Aragonie
- Extremadura
- Kastilie a León*
- Kastilie-La Mancha*
- La Rioja*
- Madridské společenství*
- Navarra